# 蛇果木屬
蛇果木屬（學名：Ophiocolea）是紫葳科之下的一個屬，於2016年發現與疣果木属同屬於並系群，並且有系统发生学與生物形態學的證據顯示蛇果木屬應該與疣果木属合併。